# Holetice (Hradiště)
Holetice (deutsch Holetitz) ist eine Wüstung auf dem Truppenübungsplatz Hradiště in Tschechien. Das erloschene Dorf liegt acht Kilometer nordöstlich von Bochov (Buchau) im Okres Karlovy Vary.

## Geographie
Das Platzdorf Holetice befand sich rechtsseitig über dem Tal des Baches Albeřický potok in der zum Duppauer Gebirge gehörigen Hradišťská hornatina (Burgstadtler Masse). Nördlich erheben sich die Stěna (814 m n.m.), die Tonka (Tongaberg; 800 m n.m.) und der Za Tonkou (844 m n.m.), im Nordosten der Mlýnský vrch (Mühlberg; 814 m n.m.) und der Zlatý vrch (Goldberg; 786 m n.m.), südwestlich der Mlýnský vršek (711 m n.m.), im Westen der Kamenný vršek (Steinhübel; 765 m n.m.) sowie nordwestlich der Císařský vrch (Kaiserberg; 765 m n.m.) und die Vysoká hora (Hoher Berg; 871 m n.m.).
Nachbarorte waren Jírov (Jurau) im Norden, Lochotín (Lochotin) und Kopáčov (Kopitschau) im Nordosten, Malý Hlavákov (Klein Lubigau) im Osten, Velký Hlavákov (Groß Lubigau) und Albeřice (Alberitz) im Südosten, Luka (Luck) im Süden, Záhoří (Serles) und Hřivínov (Mokowitz) im Südwesten, Dolní Kleiův Mlýn (Untere Kleimühle), Horní Kleiův Mlýn (Obere Kleimühle), Radošov (Reschwitz) und Březina (Pirk) im Westen sowie Doupovské Mezilesí (Olitzhaus) und Těš (Tesch) im Nordwesten.

## Geschichte
Die erste urkundliche Erwähnung des Dorfes Holoticz erfolgte 1390 als Sitz des Wenzel Chod von Holoticz. 1397 wurde Lithorius, ein Sohn des Zvěst de Holeticz, als Besitzer des Gutes erwähnt. 1484 wurde im Zusammenhang mit dem Erbe des Zvěst von Eistebno (Zvěst z Ejstebna) erstmals auch die Feste in Holecziczich genannt. Es wird angenommen, dass das Gut bis ins 16. Jahrhundert im Besitz desselben Geschlechts blieb und die in dieser Zeit nachweislichen Herren von Eistebno zu den Nachfahren des Zvěst von Holeticz gehörten. Zum Ende des 16. Jahrhunderts erwarb Zumr von Herstošice das Gut Holoticz und verband es mit seiner Herrschaft Údrč. Dessen Nachfahren veräußerten das Gut Holeticze 1606 an Asman von Stampach. Später erwarb Christoph Niklas von Stampach auf Pomeisl das Gut für 12.700 Schock Meißnische Groschen von Adam von Stampach und schlug es seiner Herrschaft zu. 
Nach der Schlacht am Weißen Berg wurden 1622 die Güter des Christoph Niklas von Stampach konfisziert. Im Jahre 1623 erfolgte der Verkauf der konfiszierten Herrschaft Pomeisl an Hermann von Questenberg, dabei wurde auch die Feste Holeticze aufgeführt. Nach dessen Tod fiel die Herrschaft 1651 seiner Witwe zu. In der berní rula von 1654 sind für Holeticze sechs Bauern, mehrere Chalupner und ein Kleinhäusler auf der Gemeinde aufgeführt. 1661 erbte Questenbergs Tochter die Herrschaft; sie überschrieb sie 1686 testamentarisch ihrem Ehemann Gundacker von Dietrichstein. Dieser bildete 1689 aus seinen umfangreichen Besitzungen den großen Familienfideikommiss des Hauses Dietrichstein, den er im Jahr darauf der 1690 der jüngeren „Nikolsburger Linie“ vererbte. 
Nach dem Tode von Johann Karl von Dietrichstein-Proskau-Leslie erbte 1808 dessen ältester Sohn Franz Joseph von Dietrichstein-Proskau-Leslie den Fideikommiss.
Im Jahre 1845 bestand das als Exklave des Saazer Kreis es im Elbogener Kreis gelegene Dorf Holetitz aus 27 Häusern mit 188 deutschsprachigen Einwohnern. Die Bewohner lebten hauptsächlich vom Roggenanbau und der Viehzucht; als Nebenerwerb diente die Korbflechterei. Trotz der Höhenlage war der Feldbau wegen der fruchtbaren Böden ertragreich. Holetitz war Sitz eines drei Pomeisler Forstreviere, das eine Waldfläche von 873 Joch 983 Quadratklafter, die sich zwischen den Tälern des Forellenbaches (Velká Trasovka) und des Leithenbaches nach Norden bis über den Tongaberg und die Leithen erstreckte, bewirtschaftete. Im Ort gab es zudem einen herrschaftlichen Meierhof und ein dominikales Jägerhaus. Abseits lag eine Mühle mit einer Brettsäge (Untere Kleimühle) am Forellenbach. Das Dorf war zur Kirche St. Laurentius in Luck eingepfarrt, der Schulunterricht erfolgte ebenfalls in Luck. Bis zur Mitte des 19. Jahrhunderts blieb Holetitz der Fideikommissherrschaft Pomeisl untertänig.
Nach der Aufhebung der Patrimonialherrschaften bildete Holetitz / Holetice ab 1850 eine Gemeinde im Gerichtsbezirk Buchau. Da Joseph Franz von Dietrichstein-Proskau-Leslie keine männlichen Erben hatte, erfolgte per Familienvertrag die Teilung des großen Fideikommisses zwischen seinen Töchtern. Die böhmischen Güter Budin, Libochowitz und Pomeisl fielen 1858 Therese von Dietrichstein zu, die 1849 Friedrich von Herberstein und Proskau geheiratet hatte. Ab 1868 gehörte Holeditz zum Bezirk Luditz. Im Jahre 1869 bestand die Gemeinde aus 37 Häusern und hatte 235 Einwohner. 1875 nahm in Holeditz eine einklassige Filiale der Lucker Schule den Unterricht auf. An der Stelle eines gusseisernen Kreuzes wurde 1893 auf dem Dorfanger die Kapelle Maria Rosenkrenz errichtet. Im Jahre 1900 hatte Holeditz 241 Einwohner, 1910 waren es 269. Die Filialschule wurde 1904 in eine selbständige Dorfschule umgewandelt.
Nach dem Ersten Weltkrieg zerfiel der Vielvölkerstaat Österreich-Ungarn, das Dorf wurde 1918 Teil der neu gebildeten Tschechoslowakischen Republik. Beim Zensus von 1921 lebten in den 42 Häusern von Holetitz 288 Personen, darunter 286 Deutsche und zwei Tschechen. Die untere Kleimühle brannte zu Beginn der 1920er Jahre ab und wurde nicht wieder aufgebaut. Im Zuge der Bodenreform wurden in dieser Zeit die zum Hof gehörenden Fluren an die Bewohner des Dorfes verkauft, die Familie Herberstein behielt nur den Hof selbst und die Wälder. 1930 lebten in den 41 Häusern von Holetitz 246 Personen. Das Zentrum des Ortes bildete ein großer quadratischer Dorfplatz mit Teich und Kapelle, um den sich zu drei Seiten die Bauernhöfe reihten und an dessen Ostseite der vermutlich aus der alten Feste entstandene Meierhof stand. In Holetitz gab es zwei Wirtshäuser, zwei Schuster, zwei Metzger, eine Trafik und eine Schmiede. Während der Sudetenkrise entzogen sich die Holetitzer Männer nach der Generalmobilmachung im September 1938 ihrer Einberufung durch Flucht in die Wälder. Nach dem Münchner Abkommen wurde Holetitz im Oktober 1938 dem Deutschen Reich zugeschlagen und gehörte bis 1945 zum Landkreis Luditz. 1939 hatte die Gemeinde 218 Einwohner. Nach dem Ende des Zweiten Weltkrieges kam Holetice zur wiedererrichteten Tschechoslowakei zurück. Nach der Aussiedlung der meisten deutschen Bewohner wurde das Dorf nur schwach mit Tschechen wiederbesiedelt. Zwischen 1945 und 1947 schrumpfte die Zahl der Einwohner von 218 auf 29. Im Zuge der Gebietsreform von 1948 wurde der Okres Žlutice aufgelöst und Holetice zum 1. Februar 1949 dem Okres Kadaň zugeordnet. 1950 lebten in den 30 Wohnhäusern von Holetice 40 Personen. 
In der zweiten Phase der Errichtung des Truppenübungsplatzes Hradiště erfolgte nach dem 31. August 1953 die Absiedlung des Dorfes und 1955 seine Eingliederung in das Militärgebiet. Von den 46 Gebäuden des verlassenen Dorfes wurden 1958 21 zum weiteren Gebrauch für die Armee bestimmt und die übrigen bis 1961 abgerissen. Bei der Gebietsreform von 1960 wurde der Truppenübungsplatz in den Okres Karlovy Vary eingegliedert. Im Laufe der Zeit verschwanden auch die übrigen Häuser. Die Wüstung wurde nach 1990 für das Training von Abteilungen der schnellen Einsatztruppe genutzt.
Auf der mit Bäumen und Sträucher bewachsenen Dorfstelle sind heute der Trümmerhaufen der Kapelle, der Dorfteich, die Ruine des Meierhofes und eine Hausruine erhalten. 

## Ortsgliederung
Die Wüstung Holetice ist Teil des Katastralbezirkes Radošov u Hradiště.

## Ehemalige Bauwerke
- Ruine des Meierhofes an der Ostseite des ehemaligen Dorfplatzes, die mächtigen Steinmauern stammen vermutlich von der erloschenen Feste Holetice
- Trümmer der Kapelle Maria Rosenkranz am Ostufer des Dorfteiches auf dem ehemaligen Dorfplatz. Das ca. 5 m hohe Bauwerk mit rechteckigem Grundriss von 7,5 × 11,5 m wurde 1893 anstelle eines der beiden gusseiserne Kreuze im Zentrum des Dorfes errichtet. Das andere Kreuz stand unweit der Kapelle. Nach der Vertreibung der deutschen Bewohner wurde die Kapelle dem Verfall überlassen und stürzte schließlich ein. Zu Beginn der 2000er Jahre war noch ein bewachsener Torso mit verbrochenen Tür- und Fensterwölbungen erhalten, der 2006 umgerissen wurde. Heute ist nur noch ein ca. 1,2 m hoher Schutthaufen vorhanden.[5]